# ジビレ・フォン・ヘッセン

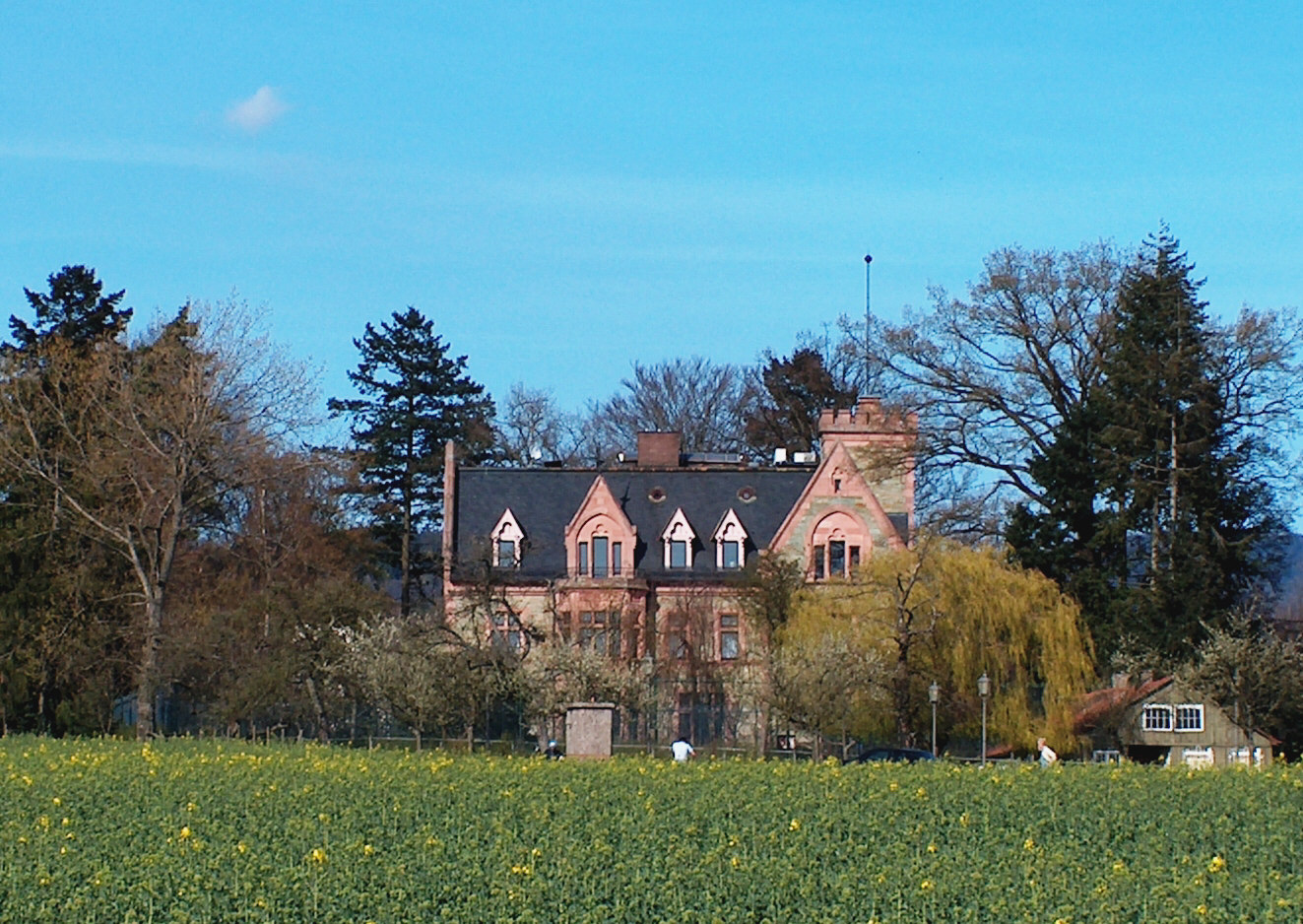
フィンケ男爵夫妻が住んだレッタースホーフ地所内のテューダー様式城館

ジビレ・マルガレーテ・フォン・ヘッセン（Sibylle Margarethe von Hessen, 1877年6月3日 パンカー荘園 - 1953年2月11日 ヴィースバーデン）は、ドイツの諸侯ヘッセン家の公女。結婚に伴いフィンケ男爵夫人。
ヘッセン＝カッセル＝ルンペンハイム方伯フリードリヒ・ヴィルヘルムと、その2番目の妻のプロイセン王女マリア・アンナの間の第6子・三女・末娘。
1896年、下級貴族出身のプロイセン陸軍将校フリードリヒ・フォン・フィンケ男爵（1867年 - 1925年）との恋愛関係が明るみになると、家族から猛反対された。母アンナ王女は2人の関係を家内法や諸侯家の伝統に反すると非難し、兄で家長のアレクサンダー・フリードリヒの意を受けたヘッセン家評議会も2人の関係解消を迫った。ジビレが成人に達して間もない1898年9月3日、2人はフランクフルト・アム・マインの白い貴婦人教会で結婚式を挙げ、この婚姻は貴賤結婚として取り沙汰された。
ジビレは婚姻契約において、母から嫁入り支度金及び受給年金分として相当額の資金援助を受けることになっており、この資金を使って1903年フランクフルト近郊ケルクハイムにある城付きの地所レッタースホーフを購入し、夫妻の住居とした。夫妻は1923年離婚し、ジビレは翌1924年地所を売却してスイスのベルンに移った。
フィンケとの間に2男があった。
- アイテル・ヨープスト・フォン・フィンケ（1899年 - 1973年） - Marthe Hoeppeと結婚
- アフトラム・ディートリヒ・フォン・フィンケ（1903年 - 1966年） - Gurli Nielsonと結婚

## 引用・脚注
1. ↑  Hof- und Staatshandbuch des Grossherzogtums Hessen
2. ↑  Die souveränen Fürstenhäuser Europas